# Weekend Love
Weekend Love iba a ser el segundo single del álbum Forever de las Spice Girls en toda Asia. Sin embargo, debido al hecho de que la discográfica Virgin en UK y Melanie B, Emma Bunton, Victoria Beckham y Melanie C decidieron cancelar todos los planes de promoción del álbum, la discográfica Virgin de Asia lanzó el sencillo promocional de "Weekend Love".
La canción también iba a ser el último single de "Forever" en toda Europa, Australia, Canadá, Reino Unido y América. Debido a la cancelación del sencillo, los sencillos promocionales que se habían creado fueron eliminados por Virgin Records / EMI. Sin embargo, algunos singles promocionales se filtraron.
Melanie B señaló en una entrevista que ella estaba interesada en tener "Weekend Love" remezclada. Dijo que había pensado en llamar a amigos, Lil' Kim, Trina o Foxy Brown para ver si estaban interesados en la creación de un remix con las chicas. Sin embargo, este plan fracasó debido a la cancelación. El remix habría sido una nueva canción completa, y habría sido lanzado como el quinto single de "Forever".

## Versiones

### Estudio
- Album Version 4:04
- Radio Edit 3:44

## Formatos
Taiwan Promo CD (N/A)
1. "Weekend Love" — 4:04

- Datos: Q4115710